# Mimosa setosissima
Mimosa setosissima är en ärtväxtart som beskrevs av Paul Hermann Wilhelm Taubert. Mimosa setosissima ingår i släktet mimosor, och familjen ärtväxter. Inga underarter finns listade i Catalogue of Life.